# Dippoldsberg
Dippoldsberg ist ein Gemeindeteil des Marktes Wilhermsdorf im Landkreis Fürth (Mittelfranken, Bayern). Die Gemarkung Dippoldsberg hat eine Fläche von 4,713 km². Sie ist in 458 Flurstücke aufgeteilt, die eine durchschnittliche Fläche von 10290,07 m² haben. In ihr liegt neben dem namensgebenden Ort der Gemeindeteil Meiersberg.

## Geografie
Das Dorf ist von Feldern umgeben: Im Süden Rensenloh, im Südwesten Mauserbuck und im Norden Windholzfeld. Eine Gemeindeverbindungsstraße führt nach Adelsdorf (1,9 km westlich), zwei Gemeindeverbindungsstraßen führen jeweils zur Kreisstraße FÜ 10 (0,4 km südlich bzw. 0,5 km südöstlich) und eine weitere Gemeindeverbindungsstraße führt nach Wilhermsdorf zur FÜ 18 (1,3 km nördlich).

## Geschichte
Der Ort hat in den Regesten der Bischöfe und des Domkapitels Bamberg einen Eintrag, der zwischen 1078 und 1102 zu datieren ist: Ein gewisser Tuto schenkte „Dipoldesberge“ dem Domstift Bamberg. 1363 erscheint Gerlach von Hohenlohe als Lehnsherr, der den Zehnten und ein kleines Lehen in „Dyepoltsperge“ verleiht. Ab 1402 gehört „Dypoltzberg“ zur Propstei Neuhof des Klosters Heilsbronn. Bereits 1253 erhielt das Kloster als Schadensersatz unter anderem in Dippoldsberg einen Zehnten. Insgesamt erwarb das Kloster neun Anwesen und eine Schäferei. Von den Wirren des Dreißigjährigen Kriegs blieb der Ort verschont.
Gegen Ende des 18. Jahrhunderts gab es in Dippoldsberg 15 Anwesen. Das Hochgericht übte das brandenburg-bayreuthische Stadtvogteiamt Markt Erlbach aus. Die Dorf- und Gemeindeherrschaft hatte das brandenburg-bayreuthische Kastenamt Neuhof. Grundherren waren das Kastenamt Neuhof (2 Höfe, 2 Halbhöfe, 6 Güter, 3 Häuser, 1 Hirtenhaus) und das Landesalmosenamt der Reichsstadt Nürnberg (1 Gut).
Von 1797 bis 1810 unterstand der Ort dem Justizamt Markt Erlbach und Kammeramt Neuhof. 1810 kam Dippoldsberg an das Königreich Bayern. Im Rahmen des Gemeindeedikts wurde es dem 1811 gebildeten Steuerdistrikt Hirschneuses und der 1813 gebildeten Ruralgemeinde Meiersberg zugeordnet. Mit dem Zweiten Gemeindeedikt (1818) entstand die Ruralgemeinde Dippoldsberg. Sie war in Verwaltung und Gerichtsbarkeit dem Landgericht Markt Erlbach zugeordnet und in der Finanzverwaltung dem Rentamt Ipsheim. Am 9. November 1824 wurde schließlich Meiersberg in die Ruralgemeinde Dippoldsberg integriert. Ab 1862 gehörte Dippoldsberg zum Bezirksamt Neustadt an der Aisch (1939 in Landkreis Neustadt an der Aisch umbenannt) und ab 1856 zum Rentamt Markt Erlbach (1919–1929: Finanzamt Markt Erlbach, seit 1929: Finanzamt Fürth). Die Gerichtsbarkeit blieb beim Landgericht Markt Erlbach (1879 in Amtsgericht Markt Erlbach umbenannt), seit 1959 ist das Amtsgericht Fürth zuständig. Die Gemeinde hatte 1964 eine Gebietsfläche von 4,680 km².
Im Zuge der Gebietsreform in Bayern wurde Dippoldsberg am 1. Januar 1971 nach Wilhermsdorf eingegliedert.

### Baudenkmäler
- Haus Nr. 6: Scheune des frühen 19. Jahrhunderts. in konstruktivem Fachwerk. Drei Dachgeschosse mit rundbogigen Aufzugsluken an der Ostseite. Rückwärts stark umgebaut.[14]
- Haus Nr. 17: Ehemaliges Dorfhirten- oder Dorfschäferhaus[15]

### Einwohnerentwicklung
Gemeinde Dippoldsberg
| Jahr      | 1818   | 1840   | 1852   | 1855   | 1861   | 1867   | 1871   | 1875   | 1880   | 1885   | 1890   | 1895   | 1900   | 1905   | 1910   | 1919   | 1925   | 1933   | 1939   | 1946   | 1950   | 1952   | 1961   | 1970   |
| Einwohner | 122    | 249    | 273    | 276    | 262    | 254    | 269    | 275    | 281    | 278    | 256    | 251    | 262    | 271    | 274    | 288    | 279    | 265    | 277    | 420    | 385    | 346    | 256    | 267    |
| Häuser    | 19     | 42     |        |        |        |        | 50     |        |        | 60     | 61     |        | 60     |        |        |        | 52     |        |        |        | 53     |        | 55     |        |
| Quelle    | [ 17 ] | [ 18 ] | [ 19 ] | [ 19 ] | [ 20 ] | [ 21 ] | [ 22 ] | [ 23 ] | [ 24 ] | [ 25 ] | [ 26 ] | [ 19 ] | [ 27 ] | [ 19 ] | [ 28 ] | [ 19 ] | [ 29 ] | [ 19 ] | [ 19 ] | [ 19 ] | [ 30 ] | [ 19 ] | [ 11 ] | [ 31 ] |

Ort Dippoldsberg
| Jahr      | 001818 | 001840 | 001861 | 001871 | 001885 | 001900 | 001925 | 001950 | 001961 | 001970 | 001987 | 002018 |
| Einwohner | 122    | 134    | 149    | 144    | 139    | 129    | 129    | 179    | 126    | 120    | 121    | 131    |
| Häuser    | 19     | 24     |        |        | 30     | 29     | 25     | 25     | 27     |        | 28     |        |
| Quelle    | [ 17 ] | [ 18 ] | [ 20 ] | [ 22 ] | [ 25 ] | [ 27 ] | [ 29 ] | [ 30 ] | [ 11 ] | [ 31 ] | [ 32 ] | [ 1 ]  |

## Religion
Der Ort ist seit der Reformation evangelisch-lutherisch geprägt und bis heute nach St. Peter und Paul (Kirchfarrnbach) gepfarrt. Die Einwohner römisch-katholischer Konfession sind nach St. Michael (Wilhermsdorf) gepfarrt.